# Acacia distachya
Acacia distachya é uma espécie de leguminosa do gênero Acacia, pertencente à família Fabaceae.